# Matschacher Gupf
Matschacher Gupf är ett berg i Österrike. Det ligger i distriktet Klagenfurt-Land och förbundslandet Kärnten, i den sydöstra delen av landet. Toppen på Matschacher Gupf är 1 691 meter över havet. Från Freisnitz im Rosental finns en vandringsled upp till toppen.
I omgivningarna runt Matschacher Gupf växer i huvudsak blandskog.